# ده روزی که دنیا را تکان داد

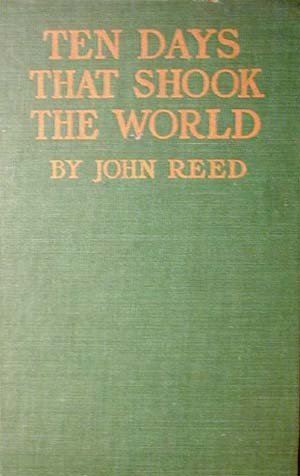
کتاب ده روزی که دنیا را تکان داد

ده روزی که دنیا را تکان داد (۱۹۱۹) کتابی است از روزنامه‌نگار و کنش‌گر سیاسی سوسیالیست آمریکایی جان رید در مورد انقلاب اکتبر روسیه.